# Ici Paris Île-de-France
 (juin 2021).
Si vous disposez d'ouvrages ou d'articles de référence ou si vous connaissez des sites web de qualité traitant du thème abordé ici, merci de compléter l'article en donnant les références utiles à sa vérifiabilité et en les liant à la section « Notes et références ».
Ici Paris Île-de-France, anciennement France Bleu Paris, est l'une des stations de radio généralistes du réseau Ici de Radio France. Elle a pour zone de service la région Île-de-France.

## Historique
« La City Radio » commence à émettre le 2 septembre 2002. Elle fusionne le 2 janvier 2006 avec l'une des plus anciennes stations locales de Radio France, France Bleu Melun (ex-Melun FM devenue Radio France Seine-et-Marne puis Radio France Melun) sous le nom de « France Bleu Île-de-France ».
À la rentrée 2007, la station devient « Bleu Île-de-France » et l'habillage sonore, excepté certains jingles, est modifié. Le 2 février 2009, elle reprend l'appellation « France Bleu Île-de-France ».
À la rentrée 2009, la station privilégie le radio-guidage automobile et met en avant sa fréquence principale en adoptant le nom de « France Bleu 107.1 », par analogie avec le 107.7, fréquence des radios autoroutières en France.
À la rentrée 2016, la station francilienne devient « France Bleu Paris Région » sur son site,  « France Bleu Paris » sur ses comptes Facebook et Twitter, et est identifiée à l'antenne uniquement comme « France Bleu »[pertinence contestée]. L'année suivante, l’appellation sur le site internet et les réseaux sociaux de la station est harmonisée en  « France Bleu Paris ». Une fréquence principale : 107.1 avec la diffusion de la matinale filmée sur France 3 Paris Ile de France chaque matin du lundi au vendredi.

## Identité visuelle de la station

Radio France Seine et Marne puis Radio France Melun
Logo de Radio France Melun de 1983 à 1991.
Logo de Radio France Seine-et-Marne de 1983 à 1991.

France Bleu - La City Radio
Logo de la City Radio du 2 septembre 2002 au 5 septembre 2005
Logo de la City Radio du 5 septembre 2005 au 2 janvier 2006

France Bleu Île-de-France - 107.1 - Paris
Logo de France Bleu Île-de-France du 2 janvier 2006 au 31 août 2009
Logo  de France Bleu 107.1 du 31 août 2009 au 26 août 2015
Logo de France Bleu 107.1 du 26 août 2015 au 28 août 2016
Logo de France Bleu Paris du 28 août 2016 au 16 décembre 2021
Logo de France Bleu Paris du 16 décembre 2021 au 6 janvier 2025

Ici Paris Île-de-France
Logo d'Ici Paris Île-de-France depuis le 6 janvier 2025

## Équipes locales
La direction de France Bleu Paris encadre une équipe d'une vingtaine de journalistes et d'animateurs radio.

### Animateurs
- Miguel Derennes
- Stéphane Jobert (journaliste)[2]

## Programmation
Les programmes régionaux de France Bleu Paris sont diffusés en direct de 6 h à 12 h et de 16 h à 19 h du lundi au vendredi, et de 7 h à 12 h le week-end.
Les programmes nationaux du réseau France Bleu sont diffusés le reste de la journée et la nuit.
Par ailleurs, la chaîne retransmet tous les matchs de l'équipe masculine de football du PSG.

## Diffusion

### En modulation de fréquence (FM)
France Bleu Paris diffuse ses programmes sur la bande FM selon les zones géographiques suivantes :
- Paris - 107,1 MHz
- Melun - 92,7 MHz
- Fontainebleau-Avon - 103,3 MHz
- Nemours - 101,4 MHz
- Provins - 92,7 MHz
- Chartres - 97,3 MHz
- Coulommiers-Mouroux - 103,3 MHz

### En modulation d'amplitude (AM)
Le puissant émetteur ondes moyennes de Villebon-sur-Yvette (300 kW) sur 864 kHz reprenait France Bleu Paris pour l'Île-de-France, l'est de la Normandie et la majeure partie de la région Centre-Val de Loire. L'émetteur de Villebon est le seul en France à diffuser en stéréophonie numérique avec le procédé C-Quam. Jusqu'au 1er janvier 2016, France Bleu Paris était la seule radio locale de service public émettant à la fois dans les deux bandes modulation de fréquence et ondes moyennes (et en stéréo sur cette dernière). Depuis cette date, l'émetteur n'est plus en service comme l'ensemble des émetteurs en ondes moyennes de Radio France.

### Sur la radio numérique terrestre (RNT)
Depuis le 29 juin 2016, les stations de Radio France sont diffusées sur la RNT dans l'est parisien depuis Bagnolet (208,064 MHz). Cette expérimentation a été prolongée jusqu'au 28 décembre 2017.